# Dinamostadion (Moskou)
Het Dinamostadion (Russisch: Стадион Динамо) was een voetbalstadion in de Russische hoofdstad Moskou. Het was de thuisbasis van Dinamo Moskou. Het stadion, gebouwd in 1928, was tot het Leninstadion in 1956 werd geopend het grootste stadion van Rusland.

## Geschiedenis
Het geheel onoverdekte komvormige stadion werd gekenmerkt door zijn dominante, hellende lichtmasten, die symbool stonden voor het verleden van de twee clubs, dat geworteld is in politie en leger. In 1938 werd vlak bij het stadion een metrostation aangelegd, dat Dinamo werd genoemd. Het stadion werd opgeknapt voor de Olympische Spelen van 1980. Tijdens de Spelen werden er meerdere voetbalwedstrijden gespeeld, met als hoogtepunt de troostfinale tussen het gastland en Joegoslavië, die door de Sovjet-Unie met één enkele goal werd gewonnen. Pas in 1988 werden de houten banken vervangen door plastic stoeltjes, waardoor de capaciteit van het stadion terugliep naar 37.000 plaatsen. Deze afname van 23.000 plaatsen was nodig omdat de veiligheidseisen van de UEFA strenger werden.
In juni 2007 werden plannen voor een modernisering en uitbouw van het stadion gepresenteerd. De kosten worden geraamd op 1 miljard dollar, met als belangrijkste sponsor VTB Bank. Uiteindelijk bleek een renovatie niet haalbaar en werd het stadion in 2008 gesloten. In 2011 werd het stadion gesloopt en werd begonnen met de bouw van een nieuw stadion op dezelfde plek. Naast het stadion zal een nieuwe zakencentrum en woongebied Petrovski Park worden gebouwd. Het nieuwe stadion, de VTB Arena, werd geopend in 2019.

## Interlands
Het Dinamostadion was 33 keer het toneel van een voetbalinterland.
| 1  | 24 mei 1952       | Sovjet-Unie – Hongarije                | 1 – 1  | Oefeninterland  |
| 2  | 27 mei 1952       | Sovjet-Unie – Hongarije                | 2 – 1  | Oefeninterland  |
| 3  | 8 september 1954  | Sovjet-Unie – Zweden                   | 7 – 0  | Oefeninterland  |
| 4  | 26 september 1954 | Sovjet-Unie – Hongarije                | 1 – 1  | Oefeninterland  |
| 5  | 21 augustus 1955  | Sovjet-Unie – West-Duitsland           | 3 – 2  | Oefeninterland  |
| 6  | 16 september 1955 | Sovjet-Unie – India                    | 11 – 1 | Oefeninterland  |
| 7  | 23 oktober 1955   | Sovjet-Unie – Frankrijk                | 2 – 2  | Oefeninterland  |
| 8  | 23 mei 1956       | Sovjet-Unie – Denemarken               | 5 – 1  | Oefeninterland  |
| 9  | 11 juli 1956      | Sovjet-Unie – Israël                   | 5 – 0  | OS-kwalificatie |
| 10 | 27 juli 1957      | Sovjet-Unie – Finland                  | 2 – 1  | WK-kwalificatie |
| 11 | 18 september 1971 | Sovjet-Unie – India                    | 5 – 0  | Oefeninterland  |
| 12 | 12 oktober 1983   | Sovjet-Unie – Bulgarije                | 0 – 0  | OS-kwalificatie |
| 13 | 12 augustus 1987  | Sovjet-Unie – Noorwegen                | 1 – 0  | OS-kwalificatie |
| 14 | 29 mei 1996       | Rusland – Verenigde Arabische Emiraten | 1 – 0  | Oefeninterland  |
| 15 | 2 juni 1996       | Rusland – Polen                        | 2 – 0  | Oefeninterland  |
| 16 | 28 augustus 1996  | Rusland – Brazilië                     | 2 – 2  | Oefeninterland  |
| 17 | 1 september 1996  | Rusland – Cyprus                       | 4 – 0  | WK-kwalificatie |
| 18 | 30 april 1997     | Rusland – Luxemburg                    | 3 – 0  | WK-kwalificatie |
| 19 | 8 juni 1997       | Rusland – Israël                       | 2 – 0  | WK-kwalificatie |
| 20 | 29 oktober 1997   | Rusland – Italië                       | 1 – 1  | WK-kwalificatie |
| 21 | 25 maart 1998     | Rusland – Frankrijk                    | 1 – 0  | Oefeninterland  |
| 22 | 9 juni 1999       | Rusland – IJsland                      | 1 – 0  | EK-kwalificatie |
| 23 | 26 april 2000     | Rusland – Verenigde Staten             | 2 – 0  | Oefeninterland  |
| 24 | 31 mei 2000       | Rusland – Slowakije                    | 1 – 1  | Oefeninterland  |
| 25 | 11 oktober 2000   | Rusland – Luxemburg                    | 3 – 0  | WK-kwalificatie |
| 26 | 6 oktober 2001    | Rusland – Zwitserland                  | 4 – 0  | WK-kwalificatie |
| 27 | 17 mei 2002       | Rusland – Wit-Rusland                  | 1 – 1  | LG Cup          |
| 28 | 17 mei 2002       | Oekraïne – Joegoslavië                 | 2 – 0  | LG Cup          |
| 29 | 19 mei 2002       | Wit-Rusland – Oekraïne                 | 2 – 0  | LG Cup          |
| 30 | 19 mei 2002       | Rusland – Joegoslavië                  | 1 – 1  | LG Cup          |
| 31 | 18 augustus 2004  | Rusland – Litouwen                     | 4 – 3  | Oefeninterland  |
| 32 | 4 september 2004  | Rusland – Slowakije                    | 1 – 1  | WK-kwalificatie |
| 33 | 7 oktober 2006    | Rusland – Israël                       | 1 – 1  | EK-kwalificatie |